# 若昂·阿尔维斯·德·阿西斯·席尔瓦
若昂·阿爾維斯·德·阿西斯·席爾瓦（葡萄牙語：João Alves de Assis Silva，1987年3月20日—），常简称若（Jô），是一名巴西足球运动员，司职前锋，現效力巴西足球乙级联赛球隊Amazonas。

## 生平
2008年6月以创曼城纪录的身价加盟，外界估测在1,800至2,000万英镑左右。2009年2月2日，英超球會愛華頓向曼城借用祖奧至季末，期間上陣12場及射入5球，季後愛華頓領隊大衛·莫耶斯承認沒法負責正式收購祖奧的高昂的身價。
2009年7月10日愛華頓再從曼城借用祖奧一個球季，祖奧已參與愛華頓在蘇格蘭的季前訓練營。
2011年，祖奧回国加盟了巴西国际，之后还效力过米内罗竞技。

## 榮譽
- 奧林匹克運動會足球比賽銅牌：2008年
- 国际足联联合会杯冠軍：2013

## 外部連結
- 足球数据库：若的球员统计数据
- 曼城官網簡歷 （页面存档备份，存于）